# 佛教大光慈航中學

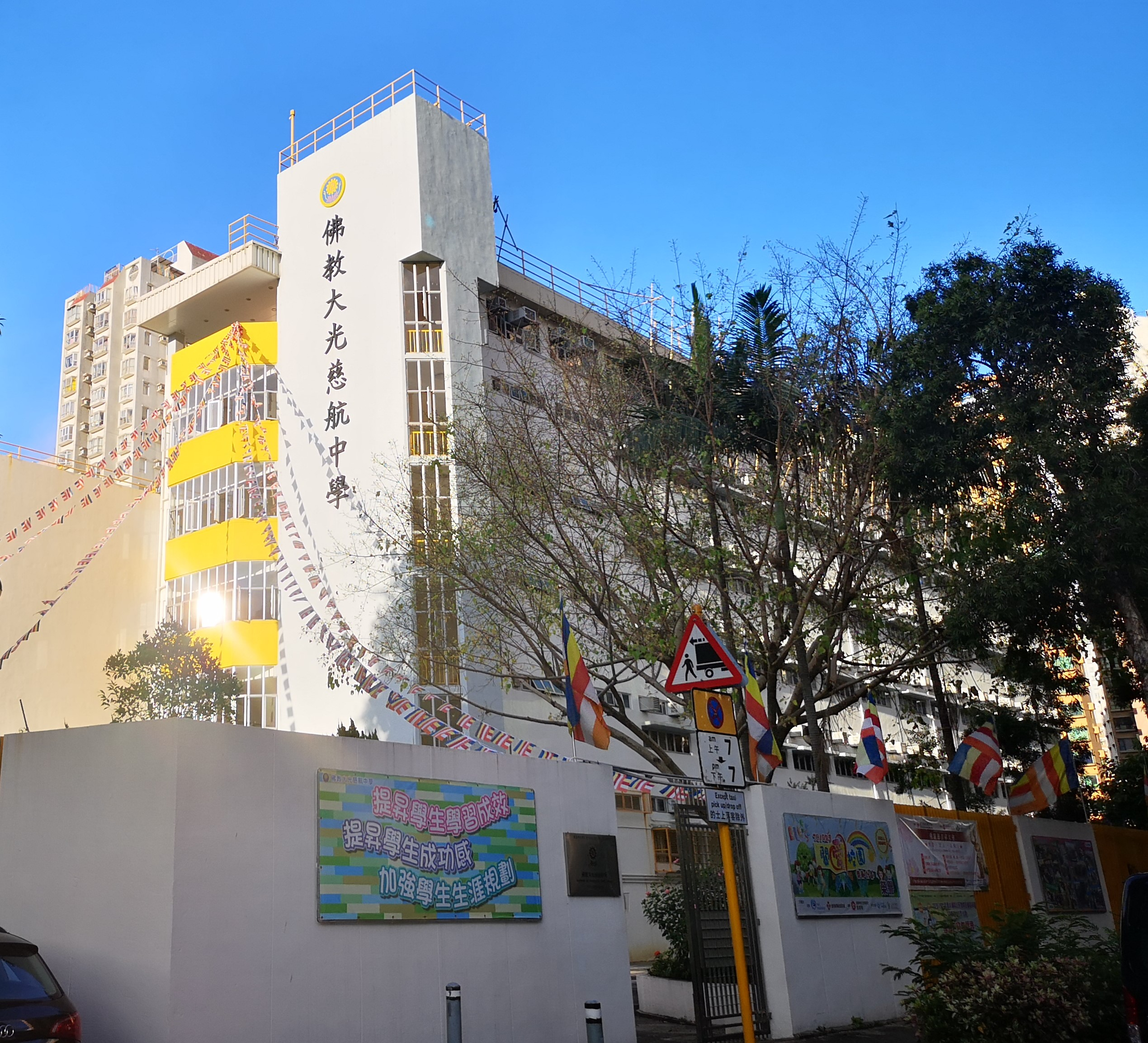

佛教大光慈航中學（英語：Buddhist Tai Kwong Chi Hong College）是一所位於香港新界大埔的一所中學，由香港佛教聯合會及大光園有限公司聯合創辦，校址位於太和翠怡街四號。

## 歷史沿由
此校前身為佛教大光中學及佛教慈航智林紀念中學。大光園慈祥法師於1962年在大埔錦山錦儒路178號（大光德萃書院現址）創立佛教大光中學；香港佛教聯合會於1977年在西環山道70號（聖公會聖彼得小學現址）創立佛教慈航中學，後1989年遷至現址大埔翠怡街4號並更名為佛教慈航智林紀念中學，以紀念慈航淨院智林法師辦學弘法的宏願。
早年，佛教慈航/慈航智林紀念中學採用英語授課，至1998年因不符合繼續作為英文中學的資格，被著令改以中文授課至今；而大光中學則一直採用中文授課，直至被合併為止。
踏入2000年代，因兩校收生均告不足，慈航智林紀念中學曾於2006年考慮與同區佛教慧遠中學合併，另大光中學亦曾改為錄取特教生，但最後均不果。經教育局批准，於2009年合併並命名為佛教大光慈航中學，並沿用慈航智林校舍；至於大光中學則於兩年後正式結束。

## 校政管理

### 佛教大光中學

#### 歷任校監
- 釋慈祥 法師（1962年-1997年，兼任校長；1999年逝世）
- 張枝繁 先生（1997年-1998年）
- 釋永常 法師（1998年-2002年）
- 朱瑞蘭 女士（2002年-2009年）
- 釋圓慧 法師（2009年-2011年，大光末任校監）

#### 歷任校長
- 釋慈祥 法師（1962年-1997年）[7]
- 釋永常 法師（1997年-1998年）
- 康寶森 先生（1998年-2004年）
- 郭劉麗影 女士（2004年-2006年）
- 李偉盛 先生（2006年-2009年）
- 劉子軒 先生（2009年-2011年，大光末任校長，三年後再出任大光慈航校長）

### 佛教慈航智林紀念/大光慈航中學

#### 歷任校監
- 釋覺光 法師（1977年[1]-約2001/02年，創校校監；2014年逝世）
- 林漢強 先生，JP（約2001/02年[8]-2014年）
- 馬廣榮 先生（2014年-約2018/19年）[9]
- 釋許明 法師（約2018/19年[10]-？）
- 范勢楚 先生，MH（現任校監）

#### 歷任校長
- 譚煥章 先生[11]（1977年[1]-？，創校校長）
- 周衍昌 先生[12]（？-約2003/04年）
- 莊潤祥 先生[13]（約2003/04年-2008年）
- 華貴麟 先生（2008年[14]-2014年，原明愛沙田馬登基金中學末任校長）
- 劉子軒 先生（2014年-2019年，原大光末任校長[15]）
- 梁穎媛 女士（2019年履新，現任校長）

## 校訓校徽

### 校訓
校訓是「明智顯悲」。
「明智」的意思是用知識、修行啟發學生內心潛在的智慧，「顯悲」是以悲天憫人之心去關懷周遭的人和物。簡言之，明智是學，顯悲是用，即培育學生學以致用，貢獻社會的意思。

### 校徽
校徽中「卍」字是佛陀三十二相之一，代表佛陀萬德圓融，十二齒法輪乃代表佛陀三轉四諦法輪，能粉碎一切邪魔外道，其中光芒是指佛陀所發出智慧之光。蓮花乃代表著以佛陀的道理培育學生，使之「出污泥而不染」，思想清淨，行為高潔的意思。

## 辦學宗旨
佛教大光慈航中學以「明智顯悲」為校訓，「德、智、體、群、美、靈」六育齊施，致力培育學生全人發展；並推行佛化教育和以「學校本位輔導」方式，培養學生正確的人生觀及健全的人格。教師則以「身教重於言教」之態度為學生樹立良好榜樣。

## 開設科目
初中課程：
中國語文、英國語文、*數學、*科學、*佛化德育及價值教育、中國歷史、*普通電腦、*地理、*歷史、生活與社會、音樂、*視覺藝術、體育、設計與科技、*家政、普通話（中一及中二）、生涯規劃（中一及中二）
- 具英語延展教學活動

高中課程：
高中文憑試必修科目：中國語文、英國語文、數學、公民與社會發展
高中文憑試選修科目：
X1：中國歷史、企業會計與財務概論、地理、生物、視覺藝術
X2：物理、化學、經濟、倫理與宗教、資訊及通訊科技、旅遊與款待
其他：數學（延伸部分單元二）、應用學習課程(模式一)
高中非公開試科目：佛化德育及價值教育、體育、生涯規劃（中五）、音樂（中四及中六）
高中校本課程
中四：校本成長及發展課SEL；
中五：校本體藝STEM；
中六：校本英語傳意

## 著名/傑出校友
佛教大光中學舊生
- 關柏煊：香港電影製作人[16]
- 萬梓良（1974年中五）：香港著名演員[註 1]
- 陳浩德：香港著名男歌手[註 2]
- 駱胤鳴（2010年中七）：香港女歌手
- 菊梓喬（2001年中二肄業）：香港女歌手
- 陳家豪（2001年中五）：香港田徑隊隊員及教練
- 梁琤（1987年中五）：香港女演員
- 梁能仁（1967年中一）：香港著名足球員[17]
- 官恩娜（1993年中三）：香港女藝人

佛教慈航中學舊生
- 麥德羅：香港男演員、舞蹈家
- 楊得時：前香港男演員
- 徐小鳳：香港女歌手

佛教慈航智林紀念中學舊生
- 吳安儀，BBS，MH（2007年中五）：香港桌球運動員，也是2009年香港傑出運動員之一[18]
- 陳兆龍，MBG（2003年中七）：殉職香港消防處消防員
- 吳保錡：香港男子組合ERROR成員[19]
- 區鎮濠：大埔區議會議員

## 資料來源
1. 1 2 3  . 華僑日報. 1977-09-05  [2023-11-24].
2. ↑  賀國強. . 中大出版社. 1995: 12.
3. ↑  . South China Morning Post. 1997-12-02.
4. ↑  . 大學線. 2006  [2023-11-14]. （原始内容存档于2023-11-14）.
5. ↑  . 文匯報. 2006-12-13  [2023-12-02]. （原始内容存档于2009-03-12）.
6. ↑  . 佛教大光中學. 2011: 32.
7. ↑  . 華僑日報. 1967-12-22: 12  [2024-02-25].
8. ↑  . 家庭與學校合作事宜委員會. 2002: 12-13.
9. ↑  . 家庭與學校合作事宜委員會. 2014: 6-7.
10. ↑  . 家庭與學校合作事宜委員會. 2019: 6-7.
11. ↑  香港教育資料中心. . 商務印書館. 1988: 312.
12. ↑  賀國強. . 香港浸會大學教學發展中心. 1999: 309.
13. ↑  明報編輯部教育組. . 明報. 2005-11-22: 229.
14. ↑  . 文匯報. 2008-11-06  [2023-11-14]. （原始内容存档于2023-11-14）.
15. ↑   (PDF). 佛教大光慈航中學. No. 8. 2015-12-15  [2023-11-14]. （原始内容存档 (PDF)于2023-11-14）.
16. ↑  . 華僑日報. 1968-09-07: 10  [2023-12-07].
17. ↑  . 香港足球史學會 Hong Kong Football History Society. 2019-03-08  [2019-08-03]. （原始内容存档于2019-08-31）.
18. ↑   (PDF). 香港佛教聯合會《佛聯匯訊》. 2014  [2019-03-18]. （原始内容存档 (PDF)于2019-08-29）.
19. ↑  . 香港蘋果日報. 2007-01-29  [2020-06-04]. （原始内容存档于2020-06-04）.

## 外部連結
- 佛教大光慈航中學 （页面存档备份，存于）
- 香港佛教聯合會會屬學校 （页面存档备份，存于）